# Album 2 Disques
Mireille Mathieu (disque 1-2) est une compilation francophone de la chanteuse française Mireille Mathieu, sortie en 1978 en France sous le label Impact et qui contient, sur deux disques, 24 de ses plus grandes chansons depuis le début de sa carrière.

## Chansons de la compilation
| 1.                              | La dernière valse                | Hubert Ithier, Les Reed                     | 3:06 |
| 2.                              | Una Canzone                      | André Pascal, Franck Bracardi               | 2:35 |
| 3.                              | J'ai gardé l'accent              | Gaston Bonheur, Jean Bernard                | 3:28 |
| 4.                              | Madame Maman                     | Francis Lai, Louis Amade                    | 3:10 |
| 5.                              | Viens dans ma rue                | André Pascal, Paul Mauriat                  | 2:29 |
| 6.                              | Qu'elle est belle                | Richard Ahlert, Pierre Delanoé, Eddy Snyder | 2:14 |
| 7.                              | Mille fois bravo                 | Pierre-André Dousset, Bracarde              | 3:04 |
| 8.                              | Corsica                          | Catherine Desage, Christian Bruhn           | 2:40 |
| 9.                              | Ensemble                         | Jules Bouquet, Les Reed                     | 3:01 |
| 10.                             | Une histoire d'amour             | Catherine Desage, Francis Lai               | 3:00 |
| 11.                             | Ce soir, ils vont s'aimer        | Pierre-André Dousset, Christian Gaubert     | 2:06 |
| 12.                             | Paris en colère                  | Maurice Vidalin, Maurice Jarre              | 2:37 |
| 13.                             | Acropolis adieu                  | C.Desage, C.Bruhn                           | 3:25 |
| 14.                             | Pardonne moi ce caprice d'enfant | p.carli                                     | 2:55 |
| 15.                             | C'est à Mayerling                | J.Plante, Francis Lai                       | 3:03 |
| 16.                             | L'homme qui sera mon homme       | J.L Dabadie, P. de Senneville, O.Toussaint  | 2:48 |
| 17.                             | Marche de Sacco et Vanzetti      | Ennio Morricone; Georges Moustaki           | 3:22 |
| 18.                             | Pleure mon cœur                  | M.Vidalin, C.Bruhn                          | 3:04 |
| 19.                             | En frappant dans nos mains       | H.Ithier, G.Moroder                         | 3:42 |
| 20.                             | Pourquoi le monde est sans amour | J.Schmitt, Patricia Carli                   | 3:23 |
| 21.                             | Paris, un tango                  | F.Botton, CH Bruhn, G.Buscher               | 2:49 |
| 22.                             | J'étais si jeune                 | H.Ithier, Carter, Shakespeare               | 3:26 |
| 23.                             | La chanson de départ             | C.Desage, Francis Lai                       | 2:53 |
| 24.                             | La première étoile               | A.Pascal, Paul Mauriat                      | 3:38 |
| 1 heures 05 minutes 26 secondes |                                  |                                             |      |